# Duby u statku Tuřany čp. 3
Duby u statku Tuřany čp. 3 je skupina šesti památných stromů, vysokých dubů letních (Quercus robur) v Tuřanech v okrese Cheb v Karlovarském kraji. Stromy rostou okolo hrázděného, památkově chráněného statku čp. 3 a vytvářejí působivý estetický celek. Jsou svědkem vysazování listnatých stromů u venkovských sídel na Chebsku.  Koruna nejvyššího stromu sahá do výšky 25 m, obvody kmenů měří 310 cm až 405 cm (měření 2005).. Duby jsou chráněny od roku 2005.

## Stromy v okolí
- Valdštejnův dub
- Dub v Malé Šitboři
- Alej Mostov
- Mostovský dub